# Rock Requiem
Das Rock Requiem ist ein monumentales Crossover-Werk, das Elemente von verschiedenen Rock-Stilen mit diversen Klassik-Richtungen verbindet. Komponisten des Werkes sind: Guntram Pauli, Klaus Haimerl und Christian Kabitz.
Das Werk wurde 1978 geschrieben und in München uraufgeführt.

## Geschichte
1975 starb unerwartet der Violinist und Freund der drei Komponisten, Lothar Thorand. Von diesem Ereignis betroffen, entschlossen sich die drei Musiker, ihm ein Requiem zu widmen, das Grenzen der Musikstile überschreiten sollte.
Das Requiem wurde am 12. November 1978 in der Christuskirche in München uraufgeführt.
In den folgenden Jahren wurde das Rock-Requiem mehrfach auch bei Kirchentagen live gespielt. Insgesamt wurde das Rock-Requiem von mehreren 100.000 Menschen live gehört. 1981 folgte die Produktion einer Doppel-LP, die sich über 20.000 mal verkaufte.
Nach langjähriger Aufführungspause wird das Rock-Requiem seit 2004 wieder live gespielt. In diesem Zusammenhang wurde auch eine Neuproduktion einer CD und einer DVD 2007 umgesetzt. Im Vorfeld eines Konzertes in Kassel im Jahr 2010 kam es zu einem Kontakt zu Uli Jon Roth, der für dieses Konzert als Stargast gewonnen werden konnte. Angetan vom Werk, erklärte er sich bereit, auch weiterhin als Gastgitarrist für das Rock-Requiem zur Verfügung zu stehen.

## Dramaturgischer Aufbau
Das Rock-Requiem erzählt – mitunter zurückblickend – vom Krebstod eines Rock-Musikers. Hierzu wird als „roter Faden“ die Struktur eines „klassischen“ Requiems genommen und mit Analepsen (flashbacks) aus dem Leben des verstorbenen Musikers dramaturgisch ergänzt. Das Publikum erhält so die Gelegenheit, sich einerseits dem Verstorbenen und seinem Leben zu nähern (durch die flashback-Technik) und andererseits Fürbitte für ihn abzuhalten und seiner zu gedenken. Am Ende kulminieren die beiden Erzählstränge des Werkes in der Schluss-Apotheose, der (positiven) berechtigten Hoffnung auf Erlösung des Verstorbenen – aller Verstorbenen.

## Besetzung
Das Rock-Requiem wird aufgeführt von einem kompletten klassischen Symphonieorchester, einem gemischten Chor und einer Band bestehend aus: Schlagzeug, E-Bass, E-Gitarre, Querflöte, zwei Keyboards, Saxophon, zwei Sängern und einer Sängerin.

## Wertung
Der traditionelle Messtext wird im Rock-Requiem durch moderne Rock-Lyrik ergänzend bzw. kontrastierend erweitert, für die musikalische Interpretation sorgen Chor, Symphonieorchester und eine 10-köpfige Rockformation. Der Bogen erstreckt sich von ruhigen Akustikparts über jazzige Phrasierungen bis hin zum bombastischen Heavy-Rock.
Das Rock-Requiem wurde für den Live-Auftritt komponiert. Durch die Uraufführung im Jahr 1978 zählt das Rock-Requiem zu den ersten abendfüllenden Live-Crossoverwerken der Musikgeschichte.

## Struktur
Rock-Requiem in der Version von Guntram Pauli, Christian Kabitz, Klaus Haimerl
| Nr. | Titel                 | 1. Textzeile                                             | Form / Besetzung                            | Besonderes                                                                |
| 1.  | Requiem et Kyrie      | Requiem aeternam dona eis domine…                        | Orchestervorspiel – Chor – Band             |                                                                           |
| 2.  | What would you do?    | What would you do if you woke up one morning…            | Flügel – Band – Sängerin                    | Piano-Solo als Introitus                                                  |
| 3.  | Dies irae             | Day of wrath an doom…                                    | Band – Sänger                               | Große “Drum-battle” zwischen Schlagzeug (Band) und Schlagwerk (Orchester) |
| 4.  | Nucleus               | I wake up to silence…                                    | Chor – Orchester – Band – Sängerin          | Melodramtechnik integriert                                                |
| 5.  | Facing the end        | At the end I must stand to face you…                     | Band – Sänger                               | Querflötenbridge orientiert an Ian Anderson                               |
| 6.  | Rex tremendae         | King of majesty tremendous…                              | Sänger – Chor – Orchester – Band            | Interaktion Sänger/Chor                                                   |
| 7.  | Killer in the sun     | Sometimes the mountain…                                  | Orchester – Band – Sänger                   | Reggae-Stück der Band                                                     |
| 8.  | Quaerens me           | Faint and weary Thou hast sought me …                    | Chor – Orchester – Band – Sänger            | Orchestervorspiel – Crossover-Höhepunkt                                   |
| 9.  | If love is the answer | Love, if you see me, why do you pass me by?...           | Sängerin – Band                             |                                                                           |
| 10. | Lacrymosa             | Ah! That day of tears and mourning …                     | Querflöte – Sänger – Band                   | Langes, modernes Querflötensolo                                           |
| 11. | Offertorium           | Lord Jesus Christ, King of Glory …                       | Orgel – Chor – Orchester – Band             | Eindrucksvolle Einleitung durch eine mächtige Kirchenorgel                |
| 12. | Hostias               | We offer Thee a sacrifice of praise and prayer…          | Chor – Band – Sänger                        | Jazz-Stück mit Chor                                                       |
| 13. | Sanctus               | Sanctus Deus, Sabaoth…                                   | Chor – Orchester – Band                     |                                                                           |
| 14. | Black Dog Cancer      | You know it’s beautiful, to feel your hand upon my face… | Band – Sänger – Sängerin                    | Einleitung und 1. Teil des großen Finales                                 |
| 15. | Agnus Dei             | Lamb of God, who takest away the sins of the world …     | Chor – Band – Sängerin – Sänger – Orchester | 2. Teil des großen Finales                                                |
| 16. | Ode to you and me     | We are the salt of the earth …                           | Orchester – Band – Chor – Sängerin – Sänger | 3. Teil und Höhepunkt des großen Finales                                  |

## Presse-Echo
- Die renommierte Musikzeitschrift Melodie & Rhythmus wählte das Rock Requiem kürzlich auf Platz 2 der ewigen Top Ten christlicher Popmusik. Kommentar: „Kult! Rockband goes Classic, ebenbürtig mit Emerson, Lake & Palmer, Deep Purple oder Ekseption“
- Anlässlich einer Bewertung des italienischen Crossover-Projektes „Passio Secundum Mattheum“ für Amazon schreibt der Kritiker zum Schluss: „DAS Referenzwerk aber ist und bleibt das „Rock Requiem“ von Guntram Pauli und anderen.“

„Eine atemberaubende Mischung – Das Rock-Requiem begeisterte in der überfüllten Liebfrauenkirche … Schon der Anfang, mit den langsam einleitenden Streichern strotzte vor Schönheit. Dann folgten 90 Minuten dicht gepackt mit Klängen: turbulent oder sanft, bombastisch oder lyrisch, aber immer wieder fesselnd – ein Hörgenuss, weil hervorragend serviert von vielen erstklassigen Interpreten …“

„… Sie sind alle mit Emphase bei der Sache. Die Musiker, denen zwei männliche und eine weibliche Gesangsstimme vorturnen, wissen ihr Feld, den Jazz-Rock, souverän zu pflügen. Sie zeigen einen Stil, der sich Drive und Dynamik wesentlich aus deftigeren Rockschichten holt, der sich dann aber verfeinert und veredelt anhand sehr „jazziger“ Phrasierungen der Melodieinstrumente, der frei-assoziative Einschübe liebt wie strenge Sätze. Obwohl gänzlich frei von manierierten Gefälligkeiten, sind einzelne Titel dieses rituell gedachten Werkes von so mitreißender Furore, dass sich Plattenmanager einen Single-Hit damit ausrechnen könnten …“

„… jedem, der ernsthaft an Klassik-Rock interessiert ist, wurde in dem Opus praktisch ein Standardwerk geschaffen, das man als Platte unbedingt besitzen sollte …“